# اشپربرشر
اشپربرکر (به انگلیسی: Sperrbrecher) یک کشتی است که طول آن ۱۱۵٫۱ متر (۳۷۸ فوت) می‌باشد.